# Deutsche Internetbibliothek
Die Deutsche Internetbibliothek (DIB) war ein Kooperationsverbund von mehr als 50 öffentlichen und wissenschaftlichen Bibliotheken und dem Bibliotheksservice-Zentrum Baden-Württemberg (BSZ) unter der Schirmherrschaft des Deutschen Bibliotheksverbandes (dbv), die gemeinsam ein deutschsprachiges Informationsportal und einen Auskunftsdienst anboten. Das Portal ermöglichte den Internetnutzern, einfach und schnell an qualitativ hochwertige Informationen zu gelangen. Die DIB bot eine kostenlose E-Mail-Auskunft zu allen Wissensfragen an. Die DIB-Bibliothekare setzten ihr Wissen außerdem ein, um nur erwähnenswerte Seiten des Internets im DIB-Katalog aufzunehmen. Der Datenbestand umfasste weit über 6000 Links. Die Qualität der Einträge wurde von Bibliotheken aus Deutschland und Österreich regelmäßig kontrolliert.

## Allgemeines
Die DIB ist aus einem, von der Bertelsmann Stiftung und dem DBV geförderten Projekt hervorgegangen und nach Projektabschluss im März 2008 in den Regelbetrieb des BSZ übertragen worden.
Die teilnehmenden Bibliotheken und das BSZ leisten mit der Teilnahme an der DIB einen Beitrag zur Realisierung eines frei zugänglichen deutschsprachigen Informationsportals im Internet. Neben dem Auskunftsdienst, für den deutschlandweit Bibliothekare Fragen zu den unterschiedlichsten Themen beantworten, erschließen und bewerten auch annähernd 70 Lektorinnen und Lektoren gemeinsam die wichtigsten Links und stellen diese in einem kommentierten Linkkatalog zusammen.

## Geschichte
Mit dem beginnenden Internetboom in Deutschland zu Beginn der 90er Jahre starteten auch die öffentlichen Bibliotheken mit ersten Angeboten von Internetplätzen in ihren Räumen. Während die wissenschaftlichen Bibliotheken bereits in den späten 80er Jahren, aber mit zeitlichem Abstand zu den Vereinigten Staaten, initiativ wurden, verbreiteten sich Internetangebote in öffentlichen Bibliotheken erst mit dem Zugang zum World Wide Web und einem breiteren Provider-Netz.

## 1996 bis 1998
Der Ursprung der Internetbibliothek geht auf das Jahr 1996 zurück. In diesem Jahr startete die Stadtbibliothek Bremen das Internet-Projekt BINE (Bibliothek + Internet = Navigation und Erschließung). Dieses Bremer Projekt verfolgte das Ziel, Internet-Zugänge in der Bibliothek anzubieten und eine Web-Datenbank mit erschlossenen Internet-Quellen zu den alltagsorientierten Themenfeldern „Umwelt“ und „Computer“ aufzubauen. Außerdem sollten Internet-Nutzungsgewohnheiten der Bibliothekskunden mit dem noch jungen Medium erforscht werden. Ein wichtiger Nebenaspekt galt der Frage, inwieweit die entwickelten Verfahren in die bibliothekarischen Arbeitsabläufe integriert werden können. Untersucht wurde ebenfalls die Übertragbarkeit und Integration der entwickelten Verfahren für ein bundesweites Verbundsystem.
Im Frühjahr 1998 endete das BINE-Projekt. Wichtige Ergebnisse und Entwicklungen (Datenbank, Design, Internetauftritt) wurden in einem späteren Nachfolgeprojekt (Deutsche Internetbibliothek 2002 – 2004) wieder aufgegriffen.

## 1998 bis 2001
Eine wichtige Erkenntnis aus dem BINE-Projekt war, dass die Erschließung von Internetquellen und deren Bewertung angesichts des sich explosiv entwickelnden Mediums Internet, von einer einzelnen öffentlichen Bibliothek nicht zu leisten ist. Das Nachfolgeprojekt ILekS (Internet Lektorats-Service) nahm die Arbeit an der Bewertung und Erschließung von Internetquellen wieder auf, die Basis der Themen und beteiligten Institutionen verbreiterte sich jedoch. An diesem Nachfolgeprojekt nahmen, neben der Stadtbibliothek Bremen, die Zentral- und Landesbibliothek Berlin, die Büchereizentrale Schleswig-Holstein und die Stadtbibliothek Paderborn teil. Als Host für die Datenbank fungierte der Gemeinsame Bibliotheksverbund (GBV) in Göttingen. Ausgewählt und bewertet wurden Internetressourcen zu den Themen: Reisen, Berlin-Brandenburg, Umwelt, Computer, Computerspiele, Medizin/Krebs, Pop/Rock-Musik, klassische Musik.
Viele Bibliotheken begannen in dieser Zeit einen eigenen Internetauftritt zu realisieren und parallel dazu Bookmark-Sammlungen für ihre Kunden bereitzustellen. Mit ILekS entstand ein virtuelles Dienstleistungsangebot, dass die bisherigen Angebote der Bibliotheken ergänzte und erweiterte. Perspektivisch war daran gedacht, die ILekS-Datenbank auf lokaler Ebene mit den jeweiligen Bibliothekskatalogen (OPACs) zu verknüpfen.
Die Projekt-Phase lieferte weitere wichtige Erkenntnisse für den Aufbau eines nachhaltigen Angebotes, zeigte aber auch, dass für eine akzeptable Datenbasis wesentlich mehr Mitwirkende gewonnen werden müssen. Es kann jedoch festgehalten werden, dass mit dem Projekt der Zugang zu qualifizierten Informationen im Internet deutlich verbessert wurde. 2001 wurde das Projekt beendet.

## 2002 bis 2004
Im Jahre 2002 schlossen sich die Bertelsmann Stiftung, die Firma Sisis, der Deutsche Bibliotheksverband (dbv) und das ILekS-Konsortium zu einem Kooperationsverbund zusammen. Unter dem Dach dieses Kooperationsverbundes arbeiteten 71 Bibliotheken an einem professionellen kundenorientierten Informationsportal. Bibliothekare wählten Internetquellen für einen Themenbaum, der aus 20 Themenbereichen bestand, aus, beschrieben die Quellen inhaltlich und fügten fachliche Kommentare hinzu. Außerdem wurde erstmals ein E-Mail-Auskunftsdienst eingeführt, der an 7 Tagen in der Woche jeweils 24 Stunden lang (7/24) erreichbar war. Die Anfragen wurden innerhalb von 24 Stunden beantwortet.

## 2005 bis 2007
Die Projektleitung seitens der Bertelsmann Stiftung lief Ende 2004 aus. In den nachfolgenden 3 Jahren übernahm die Städtische Bibliothek Dresden die Leitung des Projektmanagements. Alleiniger Projektträger war ab dem 1. Januar 2005 der Deutsche Bibliotheksverband. Während dieser Zeit konnte sich die DIB weiter etablieren und ihre Serviceangebote verstetigen. Parallel dazu wurde eine tragfähige nachhaltige Lösung für die Zeit nach Ablauf der Projektlaufzeit erörtert. Nachdem in den vorhergehenden Jahren das Hosting vom Hochschulbibliothekszentrum des Landes Nordrhein-Westfalen (HBZ) wahrgenommen wurde, wechselte diese Aufgabe nun zum Bibliotheksservice-Zentrum Baden-Württemberg.

## 2008 bis 2013
Seit dem 1. Januar 2008 wurde die DIB im Regelbetrieb unter dem Dach des Bibliotheksservice-Zentrum Baden-Württemberg betrieben. Partner im neuen Kooperationsverbund Deutsche Internetbibliothek waren das BSZ und die am Verbund teilnehmenden Bibliotheken. Im August 2013 wurde die Einstellung des Dienstes zum 31. Dezember 2013 bekannt gegeben, welche zuvor in einer Sitzung des Deutschen Bibliotheksverbandes beschlossen wurde.